# Pachydactylus macrolepis
Pachydactylus macrolepis — вид геконоподібних ящірок родини геконових (Gekkonidae). Ендемік Південно-Африканської Республіки.

## Поширення і екологія
Pachydactylus macrolepis мешкають на заході Північнокапської провінції на північному заході ПАР, від прибережних районів на відстань до 60 км вглиб суходолу. Вони живуть в посушливих піщаних районах, порослих чагарниками Сукулент-Кару.